# .it
.it ist die länderspezifische Top-Level-Domain (ccTLD) Italiens. Sie wurde am 23. Dezember 1987 registriert und wird von IIT - CNR  durch sieben Server verwaltet.

## Eigenschaften
Insgesamt darf eine .it-Domain zwischen drei und 63 Zeichen lang sein, die Vergabe erfolgt vollständig automatisiert und dauert in der Regel nur wenige Stunden.
Die Vergabebedingungen wurden letztmals Ende Juni 2012 geändert. Lange konnten nur natürliche oder juristische Personen eine .it-Domain registrieren, die ihren Wohn- oder Firmensitz in einem Mitgliedsstaat der Europäischen Union haben. Mit Wirkung zum 11. Juli 2012 wird diese Beschränkung zumindest teilweise aufgehoben, sodass auch Personen aus Island, Norwegen, San Marino, der Schweiz und dem Vatikan eine .it-Domain registrieren können. Außerdem wurde die Unterstützung nicht-alphanumerischer Zeichen eingeführt. Das sogenannte IDN-Verfahren wurde für insgesamt 21 zusätzliche Zeichen implementiert, darunter auch deutsche Umlaute. Weiterhin bestehen blieb die Bedingung, entweder eine gültige Pass- oder Umsatzsteuer-Identifikationsnummer bei der Bestellung einer Domain anzugeben. Die meisten Registrare unterstützten Inhaber einer Domain bei der Übermittlung der entsprechenden Daten an die Registrierungsstelle.

## Bedeutung
Neben .de, .uk und anderen Endungen gehört .it zu den zehn wichtigsten bzw. beliebtesten länderspezifischen Top-Level-Domains weltweit (Stand: März 2012).